# The Grim Comedian
The Grim Comedian è un film muto del 1921 diretto da Frank Lloyd. Sceneggiato da Bess Meredyth su un soggetto di Rita Weiman e prodotto dalla Goldwyn Pictures Corporation, aveva come interpreti Phoebe Hunt, Jack Holt, Gloria Hope, John Harron, Bert Woodruff, Laura La Varnie.

## Trama

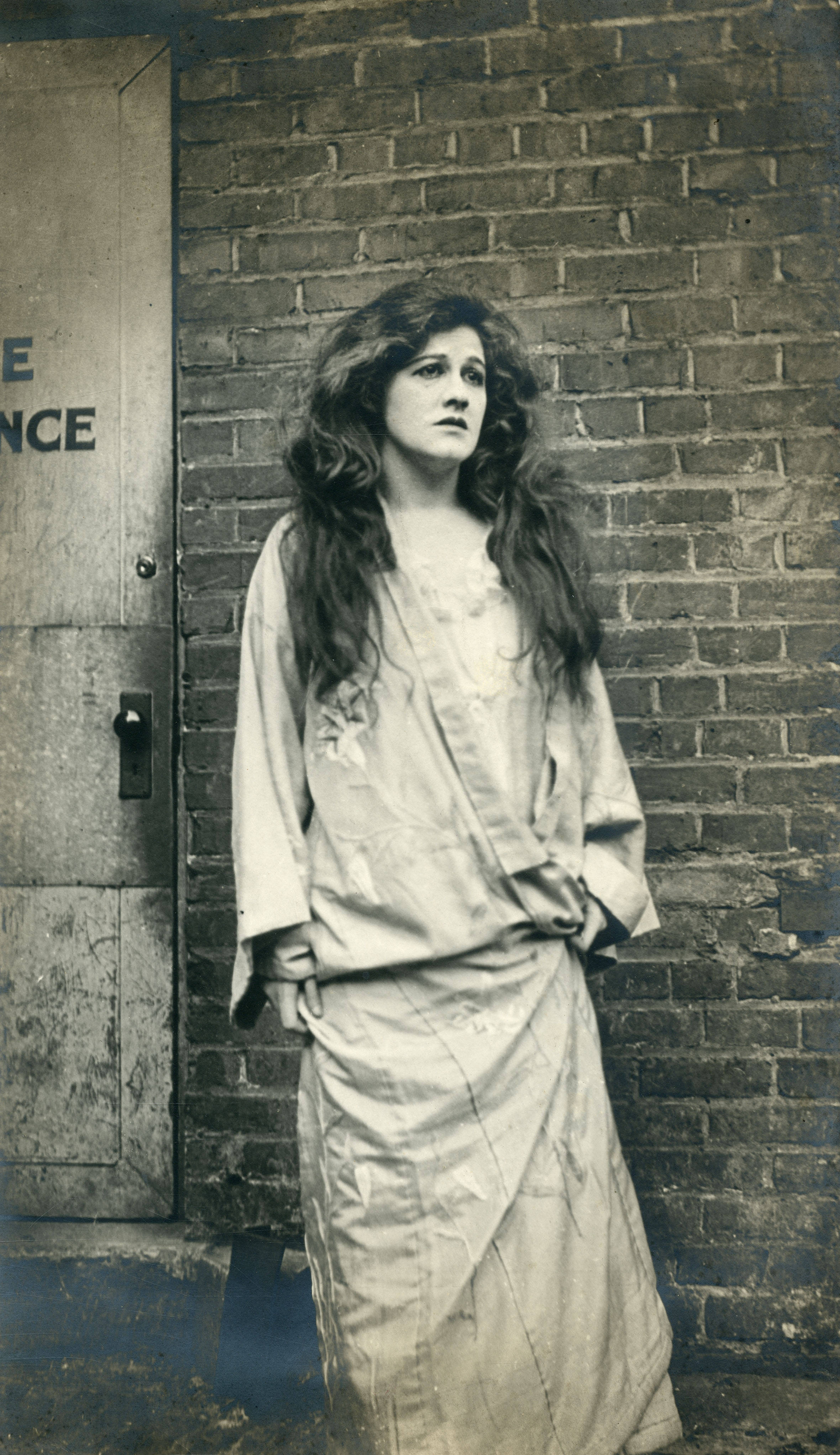
Phoebe Hunt nel film

Marie Lamonte, diva delle scene del teatro musicale, ha una figlia, Dorothy, che ha fatto crescere e studiare in convento. Quando la ragazza, finiti gli studi, torna a casa, Marie lascia la sua vita lussuosa e l'amante Harvey Martin per ritirarsi insieme alla figlia in una casa modesta. La loro felicità però ha breve durata. Dorothy si lascia affascinare da Martin e per lui trascura il suo innamorato, Geoffrey Hutchins, con grande angoscia di sua madre. Quando viene a sapere che i due stanno per fuggire insieme, Marie, per salvare la figlia, si reca da Martin per supplicarlo di rinunciare a quella avventura, ma lui rifiuta di ascoltarla. Disperata, Marie gli spara senza però ucciderlo. Martin, ammirato dal coraggio della donna, cambia idea e dice a Dorothy che, in realtà, lui non ha mai avuto intenzione di sposarla. La ragazza, delusa, torna da Geoffrey, facendo la felicità anche di Marie.

## Produzione
La rivista Camera del 16 aprile 1921 scriveva che la troupe di The Grim Comedian si sarebbe spostata quella settimana a Big Bear, in California, località dove si sarebbero girati gli esterni del film. In seguito, il regista Frank Lloyd, il suo assistente Harry Weil, il direttore della fotografia Herbert Brodine e diversi attori (come riportava Motion Picture News del 7 maggio) lasciarono Hollywood per le ultime riprese che furono completate a New York. La lavorazione del film, prodotto dalla Goldwyn Pictures Corporation, si concluse nel maggio 1921.

## Distribuzione
Il copyright del film, richiesto dalla Goldwyn Pictures, fu registrato il 9 novembre 1921 con il numero LP17176.

Distribuito dalla Goldwyn Pictures Corporation, il film uscì nelle sale statunitensi nel novembre 1921, presentato in prima a Los Angeles e a Omaha probabilmente il 13 novembre. In Portogallo fu distribuito il 25 febbraio 1925 con il titolo Amor de Mãe.
Non si conoscono copie ancora esistenti della pellicola che viene considerata presumibilmente perduta.